# Věra Tylová
Věra Tylová (né le 7 octobre 1960 à Prague) est un athlète tchécoslovaque spécialiste du sprint. 

## Biographie

### Palmarès
| Date | Compétition           | Lieu    | Résultat | Épreuve   | Performance   |
| ---- | --------------------- | ------- | -------- | --------- | ------------- |
| 1982 | Championnats d'Europe | Athènes | 2e       | 4 x 400 m | 3 min 22 s 17 |